# Однажды мы расскажем друг другу всё
«Однажды мы расскажем друг другу всё» или «Когда-нибудь мы расскажем друг другу всё» (нем. Irgendwann werden wir uns alles erzählen) — художественный фильм немецкого режиссёра Эмили Атеф, главные роли в котором сыграли Марлен Буров и Феликс Крамер. Премьера картины состоялась на 73-м Берлинском кинофестивале 17 февраля 2023 года.

## Сюжет
Действие происходит в ГДР летом 1990 года, накануне воссоединения Германии. Главная героиня — 18-летняя Мария, которая случайно встречается с одиноким суровым мужчиной. Эта встреча полностью меняет её жизнь.
Литературной основой сценария стал роман немецкой писательницы Даниэлы Крин «Однажды мы расскажем друг другу всё», опубликованный в 2011 году. Его название — отсылка к реплике Алёши Карамазова в романе Достоевского «Братья Карамазовы».

## В ролях
- Марлен Буров
- Феликс Крамер
- Зильке Боденбендер
- Флориан Панцнер

## Премьера и восприятие
Съёмки фильма проходили в Тюрингии летом 2022 года. Премьера состоялась на 73-м Берлинском кинофестивале 17 февраля 2023 года, в рамках основной программы. Фильм претендует на Золотого медведя.
Первые отзывы критиков о фильме были противоречивыми. Обозреватель портала «ПрофиСинема» отметил высокое качество операторской работы: по его словам, Армин Диерольф смог показать «яркость и буйство красок изобильной Deutschland Mutterland». Питер Брэдшоу из The Guardian оценил картину на четыре звезды из пяти, уточнив: «Это страстный фильм с увлекательным повествованием и сильным чувством времени и места». Гай Лодж из Variety охарактеризовал «Однажды мы расскажем друг другу всё» как «симпатичную, но несколько скучную картину», которую вряд ли заметят «за пределами околофестивальных кругов». Джордан Минцер из The Hollywood Reporter считает, что авторы фильма склонны к банальностям и что картина «на полпути сворачивает к карикатуре»: она выглядит «как интригующая драма о взрослении, пока в ней не делается выбор в пользу спальни». Обозреватель ScreenDaily Джонатан Ромни назвал фильм лучшим в творчестве Эмили Атеф, «особенно учитывая современный спрос на интеллектуальные истории, рассказанные с точки зрения женского желания».